# Варовик
Варовикът е бяла седиментна скала, съставена предимно от калциев карбонат.  Има няколко вида варовици: обикновен, черупчест и креда.

## Произход
По своя произход варовиците могат да бъдат:
- хемогенни (утаени по химичен път) – такива варовици има в Североизточна България.
- биогенни, изградени предимно от останки на организми – фито- и зоопланктон, черупки, скелетни частици и други. Такова е находището в град Балчик.
- кластични – изградени от преотложени парчета варовик.

## Приложение
Варовикът е една от най-широко използваните в строителството скали.  Освен в естествен вид, той се използва за промишлено производство на негасена вар, въглероден диоксид, калцинирана сода, гасена вар и цимент. Добавя се при производството на чугун от кисели руди.
Черупчестият варовик се нарича така, защото в него още личат черупките на различни живи организми. Той е много красив и се използва за облицовка на сгради, чешми. Кредата е много мека (мек варовик) и се използва направата на тебешир, както и като хранителна добавка във фуражите за животни, като пълнител за сухи строителни смеси, бои, каучукови изделия..

## Котлен камък
Водите с високо съдържание на варовик (като тази в Североизточна България) се наричат твърди. При загряването на такава вода до температури над 50°C, варовикът се отлага по водоносещите части. Тези отлагания са известни като „котлен камък“ или „накип“ и водят до износване, стесняване на пропускащите течения и запушването им.